# Lutterberg
Lutterberg ist der nördlichste Gemeindeteil von Staufenberg im Landkreis Göttingen in Südniedersachsen (Deutschland). Es hat 799 Einwohner (Stand 31. Dezember 2023).

## Geographische Lage
Lutterberg liegt im Naturpark Münden auf einer landwirtschaftlich genutzten Hochfläche zwischen den Wäldern vom Nordwestteil des Kaufunger Waldes. Nördlich befindet sich die Kleinstadt Hann. Münden, im Südosten der Ortsteil Nienhagen, im Südwesten der zentrale Gemeindeteil Landwehrhagen und im Westen der im Fuldatal gelegene Ortsteil Speele. Das Wohngebiet des Dorfs liegt auf 324 bis 365 m ü. NHN; der Südostrand des östlich der Ortschaft vorgelagerten Gewerbegebiets befindet sich auf knapp 380 m Höhe.
Direkt nördlich von Lutterberg liegt an der Bundesstraße 496 die Lutterberger Höhe (355,1 m), südöstlich der Kleine Staufenberg (370,5 m) und jenseits der A 7 der Hühnerfeldberg (418,4 m). In Lutterberg entspringt der westsüdwestwärts in die Fulda fließende Ickelsbach, der kurz vor seiner Mündung zwischen zwei ihrer Tunnel von der im Wald gelegenen ICE-Schnellfahrstrecke Hannover–Würzburg überbrückt ist; der Mündener Tunnel dieser Strecke führt rund 1 km nordwestlich der Dorfkirche zum Beispiel durch die Lutterberger Höhe.

## Geschichte
Lutterberg war bis zur Eisenbahnzeit ein Fuhrmannsdorf, das an der wichtigen Handelsstraße von Hann. Münden (früher Münden) nach Kassel lag. Die Straße erreichte von Münden ansteigend nach einem mehrere Kilometer langen, steilen Anstieg in Lutterberg ihren Scheitelpunkt die Lutterberger Höhe. Viele Lutterberger bestritten ihren Lebensunterhalt mit Aus- und Vorspanndiensten und Hufschmiedearbeiten an dieser Steilstrecke, die von bis zu hundert Fuhrwerken am Tag befahren wurde. Entsprechend der geschichtlichen Bedeutung des Fuhrmanngewerbes wird auch das Rad im Wappen geführt.

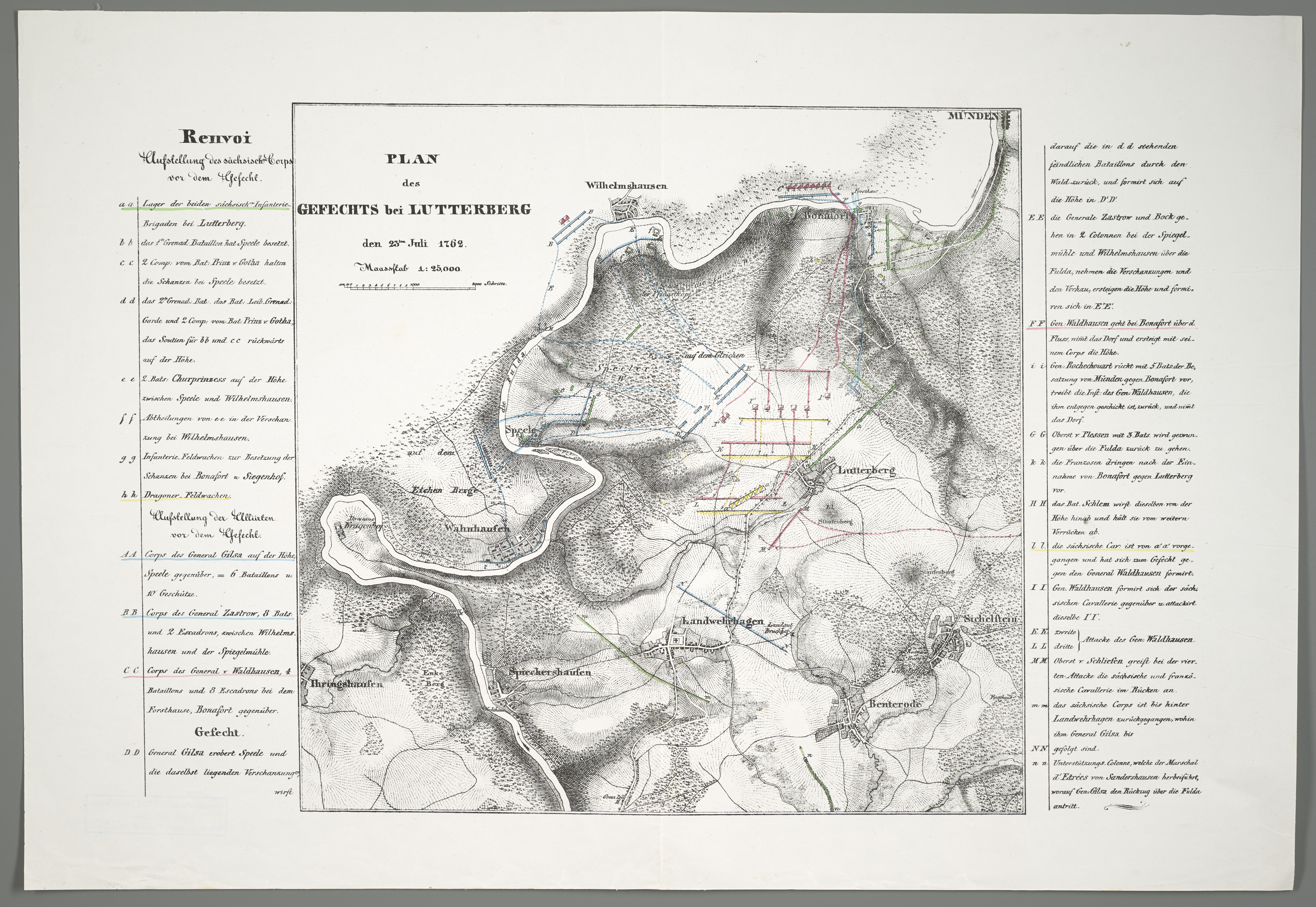
Plan des Gefechts bei Lutterberg am 23. Juli 1762 (19. Jh.)

Im Siebenjährigen Krieg (1756–1763) befanden sich nahe Lutterberg und am jenseits der Fulda unweit von Knickhagen (Gemeindeteil des hessischen Fuldatal) fließenden Osterbach Schauplätze der Schlacht bei Lutterberg (1758), in deren Folge den französischen Truppen unter Generalleutnant Soubise Hessen zufiel. Im Laufe des Krieges fand 1762 erneut eine Schlacht bei Lutterberg statt, in der die Franzosen von den Braunschweigern und Hannoveranern besiegt wurden.
Im 19. Jahrhundert wechselte die Struktur zu bäuerlichen Betrieben und im 20. Jahrhundert begannen viele Einwohner, als Industriearbeiter nach Hann. Münden und Kassel zu pendeln.
Seit dem 1. Januar 1973 ist Lutterberg ein Ortsteil der Gemeinde Staufenberg.
Seit Ende der 1980er Jahre fördert die Gemeinde Staufenberg intensiv ihr in Lutterberg an der Autobahn gelegenes Gewerbegebiet, in dem viele Firmen angesiedelt wurden. Darunter ein Autohof, ein Paketzentrum der Deutschen Post, ein Betonsteinwerk und ein Presse-Grosso.

## Politik
Ortsrat

Der Ortsrat setzt sich aus neun Ratsfrauen und Ratsherren zusammen.
- SPD: 5 Sitze
- CDU: 4 Sitze

(Stand: Kommunalwahl am 12. September 2021)

## Verkehr
Lutterberg liegt an der Autobahnanschlussstelle Hann. Münden/Lutterberg (Nr. 76) der Bundesautobahn 7 und hat über die dort beginnende Bundesstraße 496 eine direkte Verbindung nach Hann. Münden, das 8 km entfernt liegt. Neben der A7-Ausfahrt Lutterberg befindet sich ein Autohof. Das nächste Oberzentrum ist die Großstadt Kassel, deren Zentrum bei Anfahrt über die A 7 nach rund 22 Kilometern erreicht ist.

## Sehenswürdigkeiten
Die Chorturmkirche St. Peter und Paul stammt aus dem 14. Jahrhundert und wurde 1482 erneuert.